# لیتا کابیوت
لیتا کابیوت (انگلیسی: Lita Cabellut؛ زادهٔ ۲۴ اکتبر ۱۹۶۱) یک نقاش اهل اسپانیا است. آثار وی بیشتر بر روی بوم‌های بزرگ و با تکنیک آبرنگ نقاشی شده‌اند اگرچه کابیوت از تکنیک‌های گوناگون دیگر هم‌چون نقاشی آتیله‌ای قرن هفدهم و هنر خیابانی نیز استفاده می‌کند.

## نگارخانه

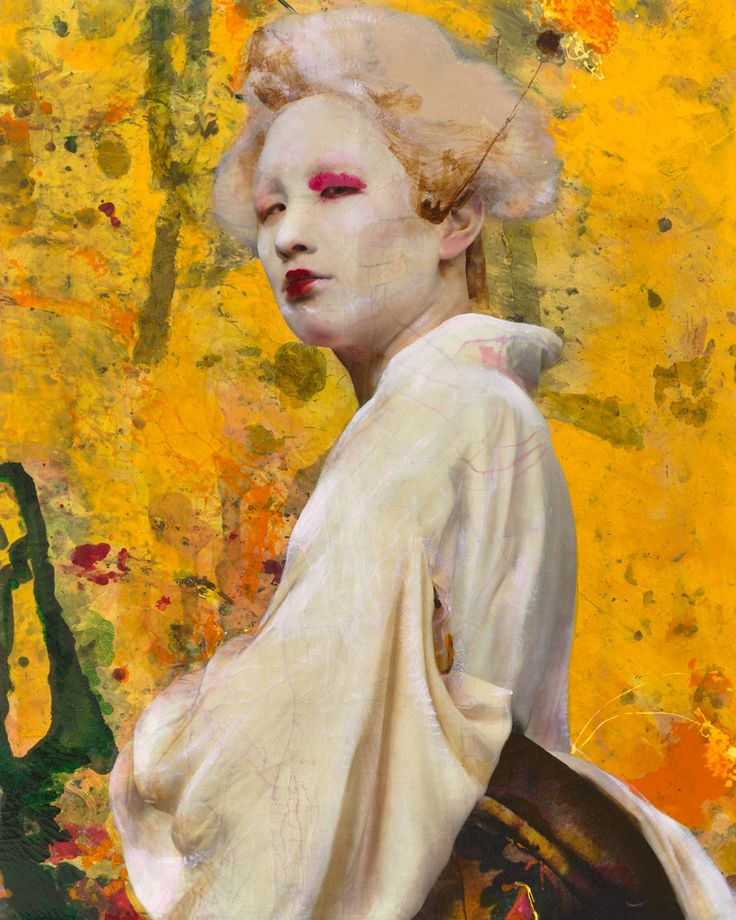
Dried Tear 52.
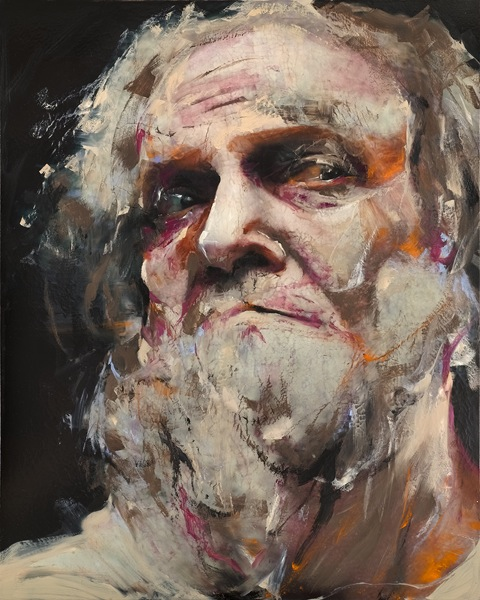
Don Quijote 08.
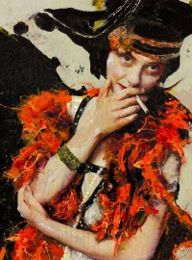
Coco nr. 47.
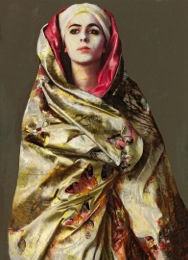
The secret behind the veil 02.